# Schweizerischer Judo & Ju-Jitsu Verband
Der Schweizerische Judo & Ju-Jitsu Verband (SJV) ist der Dachverband der beiden Kampfsportarten Judo und Ju-Jitsu in der Schweiz. Er zählt gut 250 Mitgliedervereine zu seinen Mitgliedern und hat hiermit 16'000 aktiven Budōka. Der Verband wurde 1937 gegründet und hat seinen Sitz in Ittigen.

## Name
- Französisch: Fédération Suisse de Judo & Ju-Jitsu (FSJ)
- Englisch: Swiss Judo & Ju-Jitsu Federation (SJF)
- Deutsch: Schweizerischer Judo & Ju-Jitsu Verband
- Italienisch: Federatione Svizzera di Judo & Ju-Jitsu (FSJ)

## Struktur
Der SJV fördert Judo- und Ju-Jitsu sowohl im Breitensport als auch im Leistungssport. Zusammen mit Jugend+Sport (J+S) und dem Schweizerischen Verband für Sport in der Schule engagiert er sich im Schulsport. Weitere Förderkonzepte existieren sowohl für den Kindersport als auch für den Erwachsenensport (Kooperation mit Erwachsenensport Schweiz) und den Behindertensport. Ein weiterer Schwerpunkt ist das Thema Selbstverteidigung. Hier arbeitet der SJV mit dem Verein Pallas zusammen, der Selbstverteidigungskurse für Frauen und Mädchen anbietet.
Im Leistungssport ist der SJV Ausrichter der Schweizer Einzel- und Mannschaftsmeisterschaften im Judo und betreut die schweizerische Nationalmannschaft. Organisiert ist der Verband im Swiss Olympic. Im Ju-Jitsu richtet der Dachverband die Schweizermeisterschaft Ju-Jitsu aus. Ebenfalls wird eine Nationalmannschaft in den drei Wettkampfarten Duo, Fighting und Ne-Waza betreut, deren Ziel die Qualifizierung für die World Games und die World Combat Games sind.
Neben den beiden Hauptsportarten Judo und Ju-Jitsu kümmert sich der schweizerische Dachverband auch um die Belange von Aikido, Kendo und Jōdō beziehungsweise Iaidō, die in autonomen Sektionen organisiert sind.
Es existieren 14 Kantonal- und Regionalverbände.

## Medaillengewinner bei Olympischen Spielen
| Athlet             | Gold | Silber | Bronze |
| ------------------ | ---- | ------ | ------ |
| Jürg Röthlisberger | 1    | 0      | 1      |
| Eric Hänni         | 0    | 1      | 0      |
| Sergei Aschwanden  | 0    | 0      | 1      |

## Weblink
- Offizielle Website